# Die Lollies
Die Lollies est un groupe allemand de partyschlager.

## Histoire
Le groupe se forme en 1993 dans l'arrondissement de Reutlingen et la même année publie son premier single Feuer und Flamme. Deux ans plus tard, ils rencontrent le groupe Fools Garden, avec lequel ils produisent leur deuxième single.
La chanson Wahnsinn, reprise de Wolfgang Petry, réécrite par les Lollies avec le refrain et le titre Hölle, Hölle, Hölle est cinq semaines dans le top 100 allemand de Media Control.
Le groupe fait ensuite plus de 80 apparitions à la radio et à la télévision, dont  plusieurs fois dans ZDF-Fernsehgarten et Immer wieder sonntags. La Südwestrundfunk produit deux reportages sur la vie du groupe.
Les Lollies écrivent une chanson pour le championnat d'Europe de football 2008 intitulée Adler auf der Brust, avec laquelle ils atteignent la 64e place du classement allemand. Un an après, Arsch im Sand est 72e.

## Discographie
Albums
- 1994 : Null Problemo
- 1998 : Hölle, Hölle, Hölle - Das Album
- 2000 : Einmal Wolke 7 und zurück
- 2001 : Das Leben is fett
- 2004 : Lollies Live
- 2006 : Lollywood
- 2007 : Live Hits – Tour 2007
- 2009 : Mittendrin
- 2011 : 18 Jahre On Tour! Live In Stuttgart!
- 2013 : 20 Jahre Lollies – Best Of!
- 2018 : Wir sind nicht alt (...seh'n nur so aus) – 25 Jahre Lollies
- 2018 : 25 Jahre Live - Die Highlights aus dem Jubliäumskonzert

Singles
- 1993 : Feuer und Flamme
- 1996 : Trumpettechno (produit et écrit avec Fools Garden)
- 1996 : Wahnsinn (... Hölle, Hölle, Hölle)
- 1998 : Lass uns Liebe machen
- 2000 : SSV 05 - wir lieben Dich (hymne officiel des fans du SSV Reutlingen 05)
- 2000 : Wenn der Wind wieder weht
- 2001 : Wir sind die Sieger
- 2002 : Alles aus Liebe
- 2002 : Gern haben
- 2003 : Das Leben is´ fett
- 2003 : Die Sennerin vom Königsee
- 2006 : Wenn Du denkst Du denkst, dann denkst Du nur Du denkst
- 2007 : Z'ruck zu Dir (Hallo Klaus)
- 2008 : Adler auf der Brust
- 2009 : Mittendrin statt nur dabei (... dup du du)
- 2009 : Arsch im Sand
- 2010 : Arsch im Schnee
- 2010 : Endlich wieder nüchtern (...das müssen wir Feiern)
- 2013 : Aufblaskrokodil
- 2013 : Gelbes Schneemobil
- 2014 : Irgendwann
- 2015 : Irgendwann (DJ-Remix)
- 2017 : Besuchen Sie Europa (...solange es noch steht) [feat. Geier Sturzflug]
- 2017 : Wenn Du denkst Du denkst, dann denkst Du nur Du denkst 2k18 [feat. DJ Ostkurve]
- 2018 : Z'ruck zu dir (Hallo Klaus) 2k18 [feat. DualXess]
- 2018 : Wir drehen uns im Kreis [avec Chris Metzger]
- 2018 : Wahnsinn (Hölle, Hölle, Hölle) 2k18 - Diverse Remixe von DJ Fosco & DualXess
- 2018 : Zweite Wahl (Scheißegal) + (Ganz egal) [avec Marco Kloss]
- 2018 : Arsch im Sand 2k18

## Source de la traduction
- (de) Cet article est partiellement ou en totalité issu de l’article de Wikipédia en allemand intitulé « Die Lollies » (voir la liste des auteurs).